# 루테니아 국왕
루테니아 국왕(라틴어: Rex Ruthenorum) 또는 루스 국왕(라틴어: Rex Rusiae)은 갈리치아-볼히니아의 군주 칭호로, 교황에 의해 부여되었다.
13세기에서 14세기 사이에, 많은 남서부 루스 공국들은 역사적으로 갈리치아-볼히니아 왕국으로 더 잘 알려진 루스 왕국(Regnum Russiae)의 권력 아래 통합되었다. 로만 므스티슬라비치는 폴란드 연대기 작가들에 의해 여러 가지 이름으로 루테니아 공작(Dux Rutenorum), 루테니아 공(Princeps Ruthenorum) 또는 루테니아 국왕(Rex Ruthenorum)으로 불렸다. 그의 후계자인 다닐로 로마노비치는 1253년에 루스 국왕으로 즉위했다. 다닐로와 그의 형제 바실코 로마노비치는 교황 문서에서 갈리치아 공, 루스 국왕, 로도메리아 국왕으로 불렸으며, 할리히와 볼히니아의 인구는 다른 이름들 중에서도 루스키에 크리스티아니와 포풀루스 루스키에라고 불렸다. 게스타 헝가룸(1280년경)은 헝가리와 할리치 사이의 카르파티아 산맥이 루테니에의 피니버스("루테니아 국경에 위치")에 위치해 있다고 언급했다.
갈리치아-볼히니아는 1340년 갈리치아-볼히니아 전쟁이 종결된 직후 현지 루테니아 귀족들에 의해 유리 2세 볼레슬라프 왕이 독살된 후 14세기 중반까지 쇠퇴했다.